# GAZ-64人員車
GAZ-64人員車在1941年推出，其源頭可追溯至1931年和1932年間，蘇聯在美國福特汽車廠的技術合作之下成立高尔基汽车厂，1938年該車廠推出GAZ-61，1941年又推出GAZ-64，其設計已受到美國吉普車的影響，包括也是開篷車設計和四輪驅動，但GAZ-64由於寬度不夠（1.23米）而經常發生翻車事故，所以，GAZ-64的產量不多，在1941年至1942年間祇有684輛出廠，之後隨著1943年推出GAZ-67，GAZ-64漸被其取代。
除了GAZ-67之外，GAZ-64也發展出BA-64裝甲車。

## 基本資料

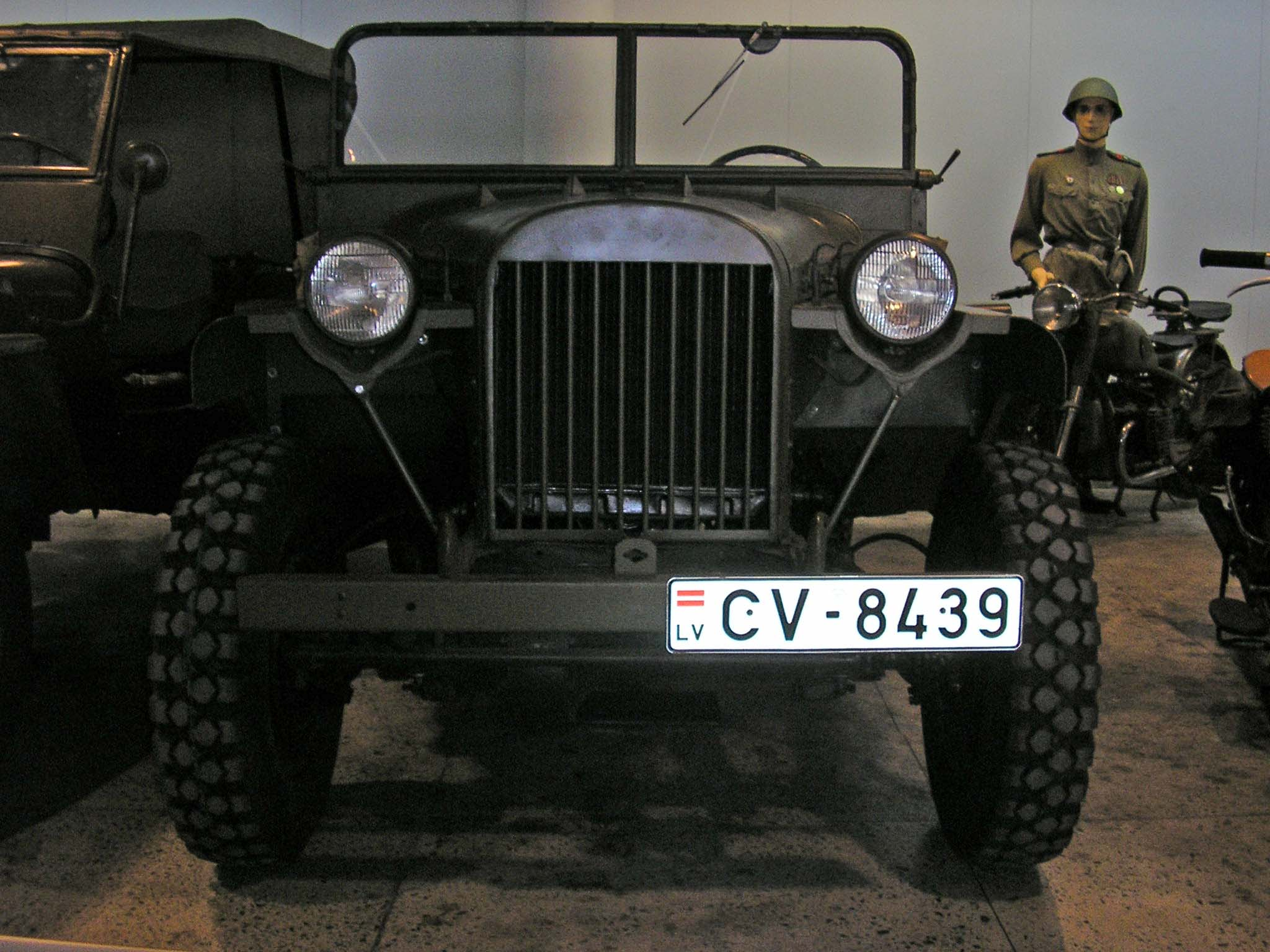
一輛保存至今的GAZ-64

- 乘員:4人(一名司機+3名乘客)
- 車長:3.35米
- 車闊:1.23米
- 車高:1.7米
- 重量:1,200公斤
- 最快速度:100公里/小時
- 發動機:50匹水冷式汽油發動機

## 使用國家
- 苏联

## 外部連結
- 蘇軍經典GAZ嘎斯67Archive.today的存檔，存档日期2014-08-08